# Rissa

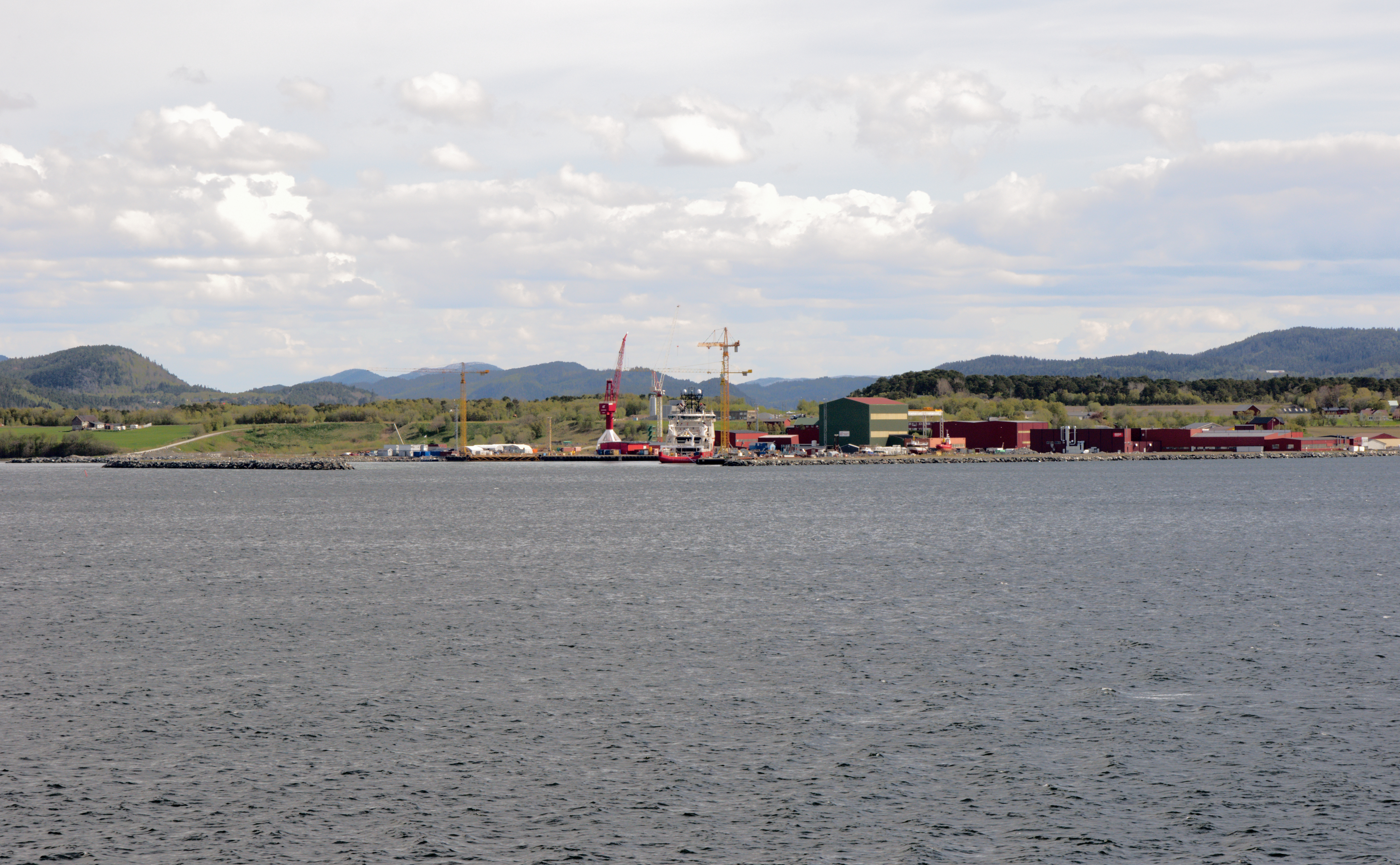
Fosen Yard am Trondheimfjord

Lage von Rissa in Sør-Trøndelag

Wappen von Rissa

Rissa war eine Kommune (Gemeinde) im mittelnorwegischen Verwaltungsbezirk Sør-Trøndelag. Seit 1. Januar 2018 gehört sie zur neu gebildeten Kommune Indre Fosen. Auf einer Fläche von 621 km² lebten 6622 Einwohner (Stand: 30. Juni 2017). Letzter Bürgermeister war Per Kristian Skjærvik (Arbeiderpartiet).

## Geographie und Geschichte
Die Kommune Rissa lag an der Nordküste des Trondheimfjords auf der Halbinsel Fosen. Sie entstand 1964 durch den Zusammenschluss der Gemeinden Stjørna, Rissa und Stadsbygd.
Am 29. April 1978 kam es zu einem Erdrutsch von fünf bis sechs Millionen Kubikmetern Bodenmaterial. Die Ursache war eine Bodenverflüssigung durch Quickton. Es war ein Todesopfer zu beklagen. Die Rutschung löste im See Botn einen 3 Meter hohen Tsunami aus, der Zerstörungen im Ort Leira auf der gegenüberliegenden Seite des Sees verursachte.

## Wirtschaft und Verkehr
Vom Dorf Rorvika verkehrt eine Fähre nach Trondheim. In Rissa befindet sich die Schiffswerft Fosen Mekaniske Verksteder A/S.

## Personen
- Skule Bårdsson: Rissa ist die Heimat von Skule Bårdsson, der sich 1239 zum norwegischen König erklären ließ.
- Rissa: Die deutsche Malerin Rissa wählte ihren Künstlernamen nach diesem Ort.